# Puchar CEV siatkarek (2014/2015)
Puchar CEV siatkarek 2014/2015 – 8. sezon turnieju rozgrywanego od 2007 roku, organizowanego przez Europejską Konfederację Piłki Siatkowej (CEV) w ramach europejskich pucharów dla żeńskich klubowych zespołów siatkarskich "starego kontynentu".

## Drużyny uczestniczące
- Dinamo Krasnodar
- Galatasaray Stambuł
- Béziers Volley
- Entente Sportive Le Cannet-Rocheville
- Atom Trefl Sopot
- Tauron MKS Dąbrowa Górnicza
- İqtisadçı Baku
- Lokomotiv Baku
- Neuchâtel Université
- Volley Köniz
- Crvena Zvezda Belgrad
- Dinamo Bukareszt
- CS Volei Alba-Blaj
- Dauphines Charleroi
- VDK Gent Dames
- Gea Happel Amigos Zoersel
- ASKÖ Linz-Steg
- VBK Klagenfurt
- Olympiakos Pireus
- Rote Raben Vilsbiburg
- Chimik Jużne
- Orbita-Uniwersytet Zaporoże
- Siewierodonczanka Siewierodonieck
- HPN Hämeenlinna
- Nova Branik Maribor
- Calcit Kamnik
- VK Královo Pole Brno
- SK UP Ołomuniec
- Haifa Volleyball
- Naturhouse Ciudad de Logroño
- AGIL Novara
- Prosecco Doc-Imoco Conegliano

- Omiczka Omsk
- Rabitə Baku
- CS Știința Bacău
- Nantes Volley

## Rozgrywki

### 1/16 finału
| Data       | Drużyna 1           | Wynik | Drużyna 2                         | Sety                              |
| ---------- | ------------------- | ----- | --------------------------------- | --------------------------------- |
| 11.11.2015 | Galatasaray Stambuł | 3:0   | ES Le Cannet                      | 25:21, 25:20, 25:21               |
| 26.11.2015 | Galatasaray Stambuł | 3:2   | ES Le Cannet                      | 25:15, 25:21, 19:25, 13:25, 15:9  |
| 12.11.2015 | Olympiakos Pireus   | 0:3   | VDK Gent Dames                    | 18:25, 19:25, 25:27               |
| 26.11.2015 | Olympiakos Pireus   | 3:0   | VDK Gent Dames                    | 25:19, 25:21, 25:18, (15:7)       |
| 12.11.2015 | Dinamo Bukareszt    | 1:3   | Tauron MKS Dąbrowa Górnicza       | 19:25, 17:25, 25:22, 22:25        |
| 26.11.2015 | Dinamo Bukareszt    | 2:3   | Tauron MKS Dąbrowa Górnicza       | 25:19, 18:25, 15:25, 25:22, 4:15  |
| 12.11.2015 | Volleyball Köniz    | 3:2   | CSV Alba-Blaj                     | 22:25, 15:25, 25:21, 25:23, 15:12 |
| 26.11.2015 | Volleyball Köniz    | 0:3   | CSV Alba-Blaj                     | 21:25, 17:25, 19:25               |
| 13.11.2015 | Haifa VC            | 3:2   | Béziers Volley                    | 23:25, 25:22, 20:25, 25:23, 15:12 |
| 25.11.2015 | Haifa VC            | 0:3   | Béziers Volley                    | 19:25, 25:27, 16:25               |
| 11.11.2015 | Královo Pole Brno   | 3:1   | ASKÖ Linz                         | 18:25, 25:15, 25:20, 25:19        |
| 25.11.2015 | Královo Pole Brno   | 3:1   | ASKÖ Linz                         | 25:15, 25:18, 23:25, 27:25        |
| 24.11.2015 | Orbita Zaporoże     | 2:3   | Dauphines Charleroi               | 25:23, 23:25, 19:25, 25:22, 12:15 |
| 25.11.2015 | Orbita Zaporoże     | 2:3   | Dauphines Charleroi               | 20:25, 25:22, 21:25, 25:19, 7:15  |
|            | CV Murillo          | 3:0   | İqtisadçı Baku                    | walkower                          |
|            | CV Murillo          | 3:0   | İqtisadçı Baku                    | walkower                          |
| 11.11.2015 | Chimik Jużne        | 1:3   | Imoco Conegliano                  | 22:25, 25:21, 20:25, 21:25        |
| 26.11.2015 | Chimik Jużne        | 1:3   | Imoco Conegliano                  | 26:24, 23:25, 32:34, 23:25        |
| 12.11.2015 | Nova Branik Maribor | 3:2   | Sagres Neuchâtel                  | 25:19, 24:26, 26:24, 23:25, 15:10 |
| 27.11.2015 | Nova Branik Maribor | 3:2   | Sagres Neuchâtel                  | 25:18, 17:25, 17:25, 25:18, 15:7  |
| 11.11.2015 | SK UP Ołomuniec     | 3:2   | Gea Happel Amigos Zoersel         | 25:21, 17:25, 25:16, 12:25, 15:6  |
| 26.11.2015 | SK UP Ołomuniec     | 1:3   | Gea Happel Amigos Zoersel         | 25:23, 19:25, 22:25, 26:28        |
|            | Atom Trefl Sopot    | 3:0   | Siewierodonczanka Siewierodonieck | walkower                          |
|            | Atom Trefl Sopot    | 3:0   | Siewierodonczanka Siewierodonieck | walkower                          |
| 12.11.2015 | Raben Vilsbiburg    | 0:3   | Lokomotiv Baku                    | 17:25, 24:26, 22:25               |
| 26.11.2015 | Raben Vilsbiburg    | 1:3   | Lokomotiv Baku                    | 22:25, 23:25, 25:22, 17:25        |
| 12.11.2015 | ŽOK Kamnik          | 0:3   | Crvena Zvezda Belgrad             | 16:25, 14:25, 16:25               |
| 25.11.2015 | ŽOK Kamnik          | 1:3   | Crvena Zvezda Belgrad             | 21:25, 11:25, 25:17, 22:25        |
| 12.11.2015 | ATS SW Klagenfurt   | 0:3   | HPN Hämeenlinna                   | 10:25, 14:25, 17:25               |
| 26.11.2015 | ATS SW Klagenfurt   | 1:3   | HPN Hämeenlinna                   | 17:25, 11:25, 25:20, 18:25        |
| 12.11.2015 | AGIL Novara         | 1:3   | Dinamo Krasnodar                  | 25:20, 20:25, 19:25, 15:25        |
| 25.11.2015 | AGIL Novara         | 2:3   | Dinamo Krasnodar                  | 21:25, 25:17, 25:27, 25:19, 8:15  |

### 1/8 finału
| Data       | Drużyna 1                   | Wynik | Drużyna 2                 | Sety                              |
| ---------- | --------------------------- | ----- | ------------------------- | --------------------------------- |
| 11.12.2015 | Galatasaray Stambuł         | 3:1   | Olympiakos Pireus         | 23:25, 25:22, 25:16, 25:22        |
| 16.12.2015 | Galatasaray Stambuł         | 3:0   | Olympiakos Pireus         | 25:22, 25:23, 25:22               |
| 10.12.2015 | Tauron MKS Dąbrowa Górnicza | 3:1   | CSV Alba-Blaj             | 25:22, 25:16, 19:25, 25:22        |
| 17.12.2015 | Tauron MKS Dąbrowa Górnicza | 2:3   | CSV Alba-Blaj             | 19:25, 25:20, 12:25, 25:20, 17:19 |
| 09.12.2015 | Béziers Volley              | 3:0   | Královo Pole Brno         | 25:19, 25:22, 25:17               |
| 16.12.2015 | Béziers Volley              | 3:0   | Královo Pole Brno         | 25:19, 25:16, 25:21               |
| 09.12.2015 | Dauphines Charleroi         | 1:3   | CV Murillo                | 23:25, 23:25, 25:20, 24:26        |
| 16.12.2015 | Dauphines Charleroi         | 0:3   | CV Murillo                | 20:25, 15:25, 19:25               |
| 10.12.2015 | Imoco Conegliano            | 3:0   | Nova Branik Maribor       | 25:23, 25:13, 25:23               |
| 17.12.2015 | Imoco Conegliano            | 2:3   | Nova Branik Maribor       | 25:16, 25:16, 24:26, 18:25, 12:15 |
| 11.12.2015 | Atom Trefl Sopot            | 3:0   | Gea Happel Amigos Zoersel | 25:13, 25:16, 25:19               |
| 18.12.2015 | Atom Trefl Sopot            | 3:0   | Gea Happel Amigos Zoersel | 25:16, 25:12, 25:18               |
| 11.12.2015 | Crvena Zvezda Belgrad       | 0:3   | Lokomotiv Baku            | 16:25, 21:25, 12:25               |
| 17.12.2015 | Crvena Zvezda Belgrad       | 1:3   | Lokomotiv Baku            | 22:25, 20:25, 25:23, 23:25        |
| 09.12.2015 | Dinamo Krasnodar            | 3:0   | HPN Hämeenlinna           | 25:14, 25:22, 25:14               |
| 17.12.2015 | Dinamo Krasnodar            | 3:0   | HPN Hämeenlinna           | 25:19, 25:18, 25:12               |

### 1/4 finału
| Data       | Drużyna 1                   | Wynik | Drużyna 2           | Sety                             |
| ---------- | --------------------------- | ----- | ------------------- | -------------------------------- |
| 14.01.2015 | Tauron MKS Dąbrowa Górnicza | 3:2   | Galatasaray Stambuł | 25:17, 20:25, 25:21, 17:25, 15:9 |
| 22.01.2015 | Tauron MKS Dąbrowa Górnicza | 0:3   | Galatasaray Stambuł | 19:25, 11:25, 20:25              |
| 13.01.2015 | CV Murillo                  | 0:3   | Béziers Volley      | 20:25, 23:25, 16:25              |
| 20.01.2015 | CV Murillo                  | 0:3   | Béziers Volley      | 18:25, 14:25, 20:25              |
| 14.01.2015 | Imoco Conegliano            | 3:1   | Atom Trefl Sopot    | 25:20, 21:25, 25:21, 25:13       |
| 22.01.2015 | Imoco Conegliano            | 0:3   | Atom Trefl Sopot    | 20:25, 18:25, 12:25, (9:15)      |
| 14.01.2015 | Lokomotiv Baku              | 3:0   | Dinamo Krasnodar    | 25:22, 25:18, 25:22              |
| 20.01.2015 | Lokomotiv Baku              | 0:3   | Dinamo Krasnodar    | 14:25, 19:25, 17:25, (13:15)     |

### Runda Challenge
| Data       | Drużyna 1        | Wynik | Drużyna 2           | Sety                                |
| ---------- | ---------------- | ----- | ------------------- | ----------------------------------- |
| 05.03.2015 | Dinamo Krasnodar | 3:0   | Nantes Volley       | 25:12, 25:17, 25:11                 |
| 12.03.2015 | Dinamo Krasnodar | 3:0   | Nantes Volley       | 25:21, 25:17, 25:17                 |
| 03.03.2015 | Béziers Volley   | 1:3   | Rabitə Baku         | 22:25, 28:26, 14:25, 21:25          |
| 12.03.2015 | Béziers Volley   | 0:3   | Rabitə Baku         | 16:25, 22:25, 17:25                 |
| 04.03.2015 | Omiczka Omsk     | 3:0   | Galatasaray Stambuł | 25:19, 28:26, 25:22                 |
| 10.03.2015 | Omiczka Omsk     | 1:3   | Galatasaray Stambuł | 13:25, 27:25, 23:25, 15:25, (12:15) |
| 03.03.2015 | CS Știința Bacău | 0:3   | Atom Trefl Sopot    | 15:25, 21:25, 18:25                 |
| 10.03.2015 | CS Știința Bacău | 0:3   | Atom Trefl Sopot    | 14:25, 17:25, 13:25                 |

### Półfinał
| Data       | Drużyna 1        | Wynik | Drużyna 2                   | Sety                              |
| ---------- | ---------------- | ----- | --------------------------- | --------------------------------- |
| 24.03.2015 | Dinamo Krasnodar | 3:1   | Rabitə Baku                 | 25:20, 18:25, 25:23, 25:22        |
| 28.03.2015 | Dinamo Krasnodar | 3:0   | Rabitə Baku                 | 25:23, 25:19, 25:20               |
| 24.03.2015 | Atom Trefl Sopot | 3:0   | Galatasaray Daikin Istanbul | 25:20, 25:22, 25:19               |
| 28.03.2015 | Atom Trefl Sopot | 3:2   | Galatasaray Daikin Istanbul | 18:25, 27:29, 28:26, 31:29, 15:13 |

### Finał
| Data       | Drużyna 1        | Wynik | Drużyna 2        | Sety                                |
| ---------- | ---------------- | ----- | ---------------- | ----------------------------------- |
| 07.04.2015 | Dinamo Krasnodar | 3:0   | Atom Trefl Sopot | 25:18, 25:20, 25:22                 |
| 11.04.2015 | Dinamo Krasnodar | 1:3   | Atom Trefl Sopot | 24:26, 25:18, 24:26, 22:25, (15:10) |

## Nagrody indywidualne
| Najlepsza zawodniczka (MVP) | Najlepsza atakująca | Najlepsza blokująca | Najlepsza przyjmująca | Najlepsza rozgrywająca | Najlepsza zagrywająca |
| --------------------------- | ------------------- | ------------------- | --------------------- | ---------------------- | --------------------- |
| Tatjana Koszelewa           | Tatjana Koszelewa   | Aslı Kalaç          | Areta Konomi          | Anna Kaczmar           | Tatjana Koszelewa     |